# Štěpán Kozub
Štěpán Kozub (* 13. března 1996 Bohumín) je český herec, komik, zpěvák a režisér.
Od roku 2018 působí jako herec a umělecký šéf v Divadle Mír. Je součástí komediální improvizační show Tři tygři.

## Životopis
Štěpán Kozub se narodil 13. března 1996 v Bohumíně, později se přestěhoval s rodiči do městečka Javorník. Zde chodil na základní školu a poté nastoupil na Janáčkovu konzervatoř v Ostravě, kde studoval herectví. Během tohoto studia již hostoval v Národním divadle moravskoslezském a v Komorní scéně Aréna.
Později začal působit v Divadle Mír. Byl nominován na Cenu Thálie a získal Cenu divadelní kritiky Talent roku 2015. V roce 2018 byl za film Ruchoth Raoth na festivalu nezávislých hororových filmů v Las Vegas oceněn jako nejlepší herec. Žije v Ostravě.
V roce 2020 vydal spolu s hudebníkem Jiřím Krhutem album Prásknu bičem. Ve stejném roce si zahrál jednu z hlavních rolí v seriálu sKORO NA mizině, pojednávajícím o dění v Divadle Mír za koronavirových opatření, herci ztvárnili fiktivní verze sebe sama. Kromě toho též ztvárnil jednu z hlavních rolí v seriálu Místo zločinu Ostrava a objevil se v malé roli v minisérii Stockholmský syndrom.
V roce 2021 napsal a režíroval svůj první film s názvem Volným pádem. V roce 2022 vystoupil v O2 aréně ve vlastní stand-up show, z které vznikl filmový záznam v roce 2023 pod stejným názvem, Kozub: Bez urážky!.
V roce 2023 byl častým hostujícím porotcem v soutěži Česko Slovensko má talent.
V lednu 2024 oznámil, že kvůli zdravotním problémům na čas končí s prací i se sociálními sítěmi. Dlouhodobě ho trápí zažívací a respirační potíže.

### Soukromý život
Dne 31. srpna 2019 se oženil s Barborou Drulákovou, ale v roce 2023 se však manželé rozvedli. Dne 20. července 2020 se jim narodila dcera Anežka.

## Filmografie

### Film
| Rok  | Název                                    | Role                       |
| ---- | ---------------------------------------- | -------------------------- |
| 2014 | 8 mm terapie                             | Adam                       |
| 2016 | Pirko                                    | Marek                      |
| 2017 | Ruchoth Raoth                            | Jakub                      |
| 2017 | Zahradnictví: Dezertér                   | Ludvík Kubeš               |
| 2018 | Všechno bude                             | motorkář Roman             |
| 2018 | Dukla 61                                 | Polok                      |
| 2018 | Bůh s námi – od defenestrace k Bílé hoře | zimní král Fridrich Falcký |
| 2019 | Přes prsty                               | rozhodčí                   |
| 2020 | Hrana zlomu                              | Viktor                     |
| 2020 | Stockholmský syndrom                     | kumpán                     |
| 2020 | Porota                                   | Oliver Bárta               |
| 2020 | Smrt talentovaného vepře                 | řezník                     |
| 2021 | Shoky & Morthy: Poslední velká akce      | Šimon („Shoky“)            |
| 2021 | Zbožňovaný                               | Richard, přítel Anety      |
| 2021 | Zátopek                                  | mladý komunista            |
| 2021 | Volným pádem                             | dr. Radovan                |
| 2022 | Tři Tygři ve filmu: JACKPOT              | David Votrubek             |
| 2022 | Grand Prix                               | Štětka                     |
| 2022 | Spolu                                    | Michal                     |
| 2022 | Betlémské světlo                         | pošťák Brejlička           |
| 2023 | Kozub: Bez urážky!                       | Štěpán Kozub (stand-up)    |
| 2024 | Zahradníkův rok                          | sekuriťák                  |
| 2024 | Gump – jsme dvojka                       | Křivák                     |
| 2025 | Útěk                                     | otec                       |
| 2025 | Srnky                                    | Petr Zikmund               |

### Televize a internet
| Rok       | Název                     | Role               | Poznámky                                                              |
| --------- | ------------------------- | ------------------ | --------------------------------------------------------------------- |
| 2014      | Pečený sněhulák           | různé role         | televizní pořad                                                       |
| 2014–2016 | Rozsudek                  |                    | televizní seriál, díly: „Vychovatelka“ a „Rukojmí“                    |
| 2016      | Případy 1. oddělení       | Jakub Šindelář     | televizní seriál, díl: „Súdánský student“                             |
| 2017      | Četníci z Luhačovic       | Lukáš Mencl        | televizní seriál, díl: „Bestie“                                       |
| 2017      | Policie Modrava           | Vojta Sláma        | televizní seriál, 2 díly                                              |
| 2017      | Spravedlnost              | vyšetřovatel Marek | televizní minisérie                                                   |
| 2017      | Kapitán Exner             | Jan Krempa         | televizní seriál, 2 díly                                              |
| 2017–2019 | Lajna                     | Igor Lupták        | internetový seriál                                                    |
| 2018      | Rédl                      | Milec              | televizní seriál, 2 díly                                              |
| 2018      | Specialisté               | Michal             | televizní seriál, díl: „Tajnosti a lži“                               |
| 2019      | Luptákův vlogísek         | Lupták             | internetový seriál                                                    |
| 2019      | Hrobári                   |                    | televizní seriál, díl: „Tri želania“                                  |
| 2019–     | Tři tygři                 | různé role         | internetový seriál, série skečů                                       |
| 2020–     | Už tam budem?             | docent Štrunc      | televizní pořad                                                       |
| 2020      | sKORO NA mizině           | Štěpán Kozub       | internetový seriál hrál fiktivní verzi sebe sama                      |
| 2020      | Místo zločinu Ostrava     | Matěj Sehnal       | televizní seriál                                                      |
| 2020      | VyPlašení                 | různé role         | internetový pořad                                                     |
| 2021      | Zločiny Velké Prahy       | Kleindiest         | televizní seriál, díl: „Zmizelá“                                      |
| 2021      | Ptáci na kolejích         |                    | televizní seriál                                                      |
| 2022      | Stíny v mlze              | Urban              | díl: Hlasy                                                            |
| 2023      | Česko Slovensko má talent | Hostující porotce  | Televizní česko-slovenská soutěž, Díl: 1, 2, 6, 7, 9, 10, 12, 13 (14) |

## Režie
- 2019–dosud – Tři tygři (skeče)
- 2020 – VyPlašení (internetová improvizační parodie na reality show)
- 2020 – Riško a Fučo: Na konci cesty (film)
- 2021 – Volným pádem (film)
- 2021 – Kumštýři: Ostruhy nekonečna (film)

## Divadelní role, výběr
- 2015 William Shakespeare: Něco za něco, kníže vídeňský Vincentio, Komorní scéna Aréna, režie Ivan Krejčí
- 2016 Ladislav Klíma: Lidská tragikomedie, Odjinud, Komorní scéna Aréna, režie Ivan Krejčí
- 2016 Urs Widmer: Top Dogs, pan Kozub, Komorní scéna Aréna, režie Grzegorz Kempinsky
- 2017 Tomáš Vůjtek: Smíření, bratr, Komorní scéna Aréna, režie Ivan Krejčí
- 2018 Anton Pavlovič Čechov: Tři sestry, Nikolaj Tuzenbach, Komorní scéna Aréna, režie Ivan Krejčí
- 2018 Sébastien Thiéry: Kdo je pan Schmitt?, pan Béliére, Divadlo Mír, režie Václav Klemens
- 2019 Mike Bartlett: Bull, Michal, Divadlo Mír, režie Albert Čuba[16]
- 2019 Clément Michel: Už ani den!, Přemysl, Divadlo Mír, režie Albert Čuba